# クルメン語
クルメン語 (Krumen) は、西アフリカのクルメン族の言語であり、主な方言の名称からテポ語 (Tepo) 、ピエ語 (pye)、プラポ語 (plapo) に更に分けられる。クルメン族はリベリアから、コートジボワール低サッサンドラ州タブー地方(Tabou)やグラボ地方(Grabo)にかけての沿岸部に住んでいる。
クルメン語は、『エスノローグ』の分類ではニジェール・コンゴ語族のクル諸語の一派であるグレボ語の、さらに分派であり、テポ語のコートジボワールでの1993年の推計話者数は28,300人、リベリアでの2000年の推計話者数は2,910人。ピエ語の1993年の推計話者数は20,000人。プラポ語の2004年の推計話者数は100人。言語の名称の略号を規定した国際規格であるISO 639コードでは「ted」「ktj」「pye」となる。
テポ語の方言には、Tepo, Bapo, Wlopo (Ropo), Dapo, Honpo, Yrepo (Kapo), Glawlo がある。